# 洛烏希區

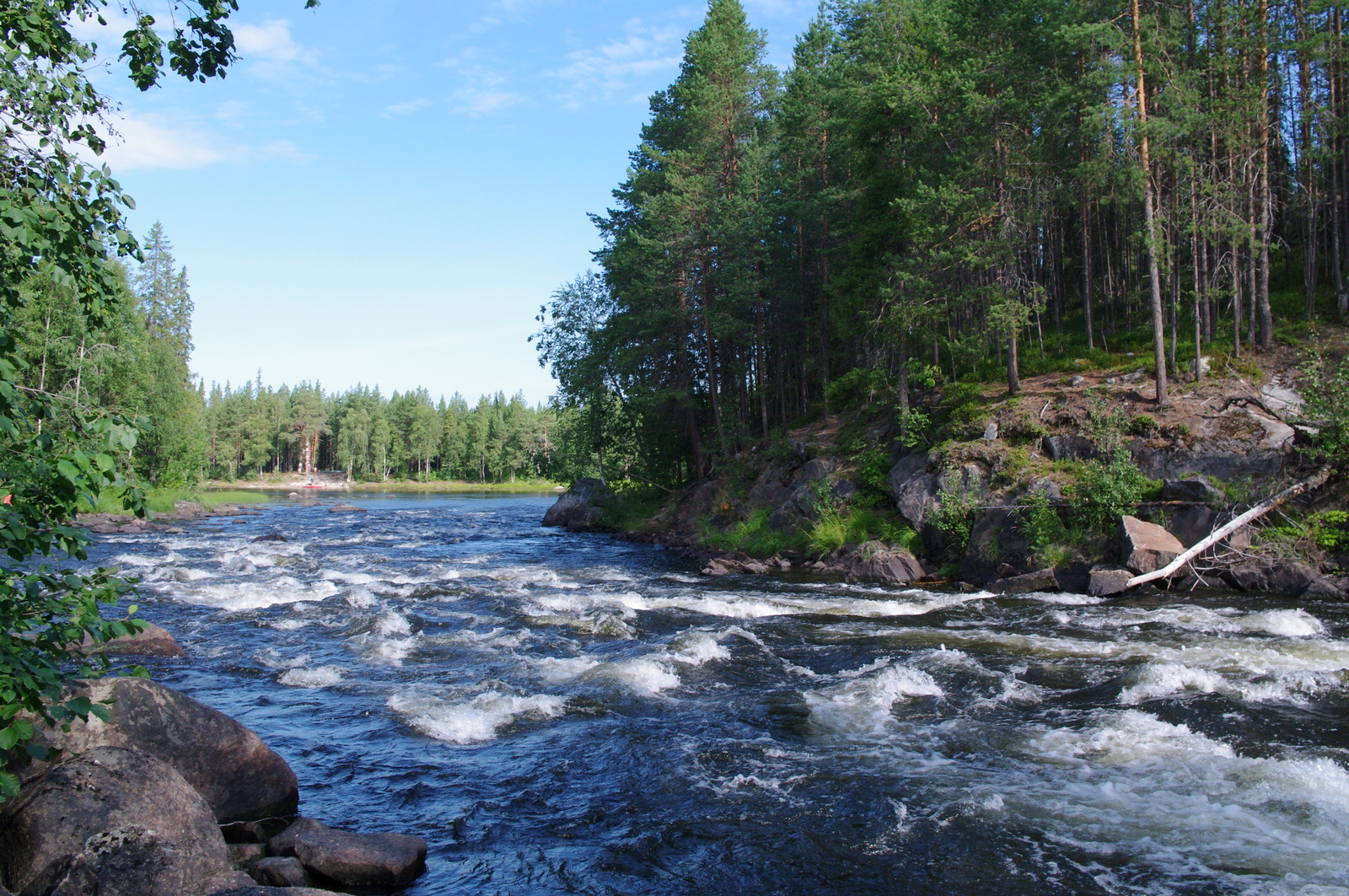

66°04′N 33°02′E / 66.067°N 33.033°E
洛烏希區（俄语：Лоухский район），是俄羅斯的一個區，位於該國西北部，由卡累利阿共和國負責管轄，面積22,544平方公里，2010年人口14,760，人口密度每平方公里0.65人。